# Carretera Estatal de Idaho 4
La Carretera Estatal de Idaho 4, y abreviada SH 4 (en inglés: Idaho State Highway 4) es una carretera estatal estadounidense ubicada en el estado de Idaho. La carretera inicia en el oeste desde la I 90     en Wallace hacia el este en la National Forest Road No. 7623 en Burke. La carretera tiene una longitud de 11,9 km (7.369 mi).

## Mantenimiento
Al igual que las autopistas interestatales, y las rutas federales y el resto de carreteras estatales, la Carretera Estatal de Idaho 4 es administrada y mantenida por el Departamento de Transporte de Idaho por sus siglas en inglés ITD.

## Cruces
La Carretera Estatal de Idaho 4 es atravesada principalmente por la  SH 5  SH 6  SH 8  SH 99 .